# Idol 2006

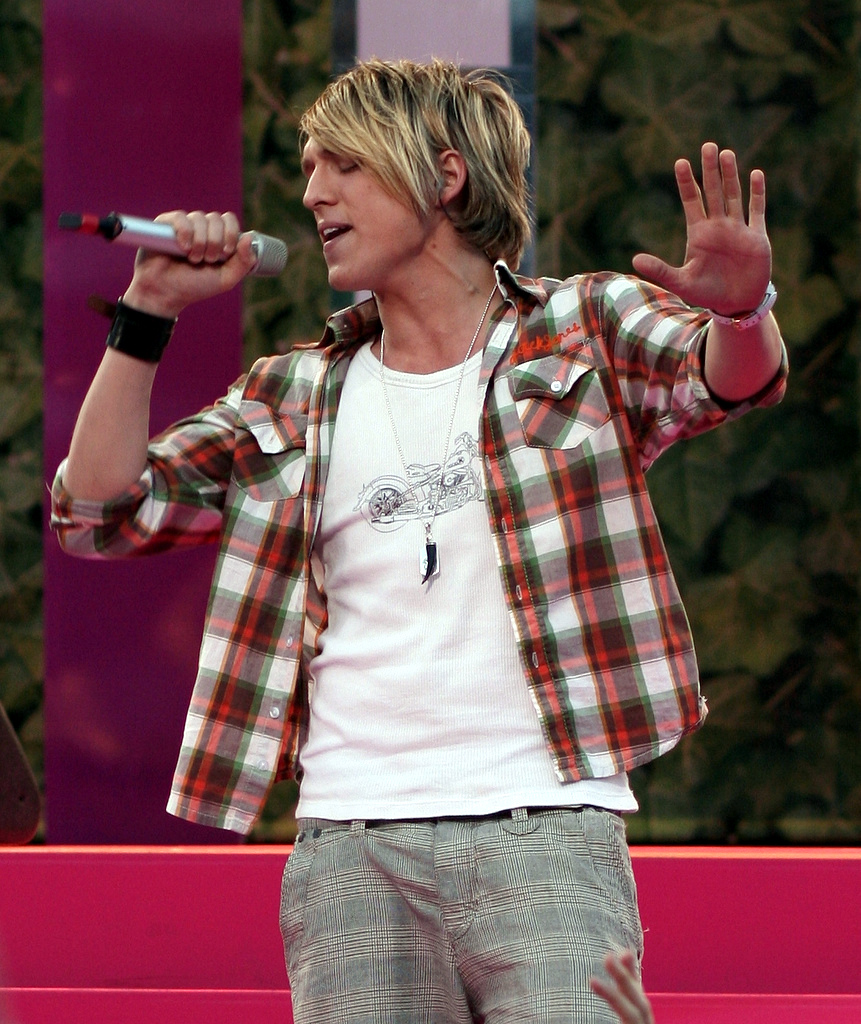
Danny Saucedo, medverkade också denna säsong och kom på en 6:e plats.

Idol 2006 var namnet på TV-programmet Idols tredje säsong i Sverige. Programmet sändes i TV4. Tidigare omgångar var Idol 2004 och Idol 2005. Programledare var Sanna Bråding och Mogge Sseruwagi, som tidigare har jobbat tillsammans i TV-serien Tre kronor under 1990-talet. Juryn bestod återigen av Peter Swartling, Kishti Tomita, Daniel Breitholtz och Claes af Geijerstam. 
Under våren, med start den 8 april, hölls fem auditioner i olika delar av landet. Dessa var (i ordning): Malmö, Göteborg, Falun, Umeå och Stockholm.
Första uttagningsprogrammet handlade om deltagarna i Stockholm, som sändes den 29 augusti och sågs av ca 1,1 miljon tittare. Från uttagningen i Göteborg gick 25 sökande vidare, från Umeå gick endast åtta sökande vidare. Totalt kom cirka 6 000 personer till dessa auditioner. Bland dessa valde juryn ut ett hundratal personer till en slutaudition i Stockholm, där antalet deltagare reducerades ytterligare. Under vecka 38 började de så kallade kvalprogrammen, som direktsändes i TV under en vecka. 

TV-tittarna röstade då om vilka tio deltagare av tjugo som skulle gå vidare till final. De tävlande var indelade efter kön; totalt var det fyra grupper med fem personer i varje. Därefter hölls ett finalprogram samma fredag, där de som inte gick vidare från de fyra första programmen fick en andra chans att gå vidare.
Under tio veckor pågick veckofinalerna. I varje program eliminerades den deltagare som fått minst antal röster, ända till finalen den 1 december. Då återstod endast två deltagare; Markus Fagerwall och Erik Segerstedt. När svenska folket röstat så stod, den då 24-årige, Markus Fagervall som vinnare av Idol 2006. 1 200 000 röster kom in under kvällen. Markus fick 64% av dem (768 000 st).
Vinnarlåten i Idol 2006 hette "Everything Changes", och skrevs av Jörgen Elofsson. Skillnaden detta år var producenten, som ersattes av Peter Kvint. Som tidigare år skulle finalisterna ha fått spela in varsin musikvideo till vinnarlåten, men inspelningarna ställdes in på grund av en bilolycka.

## Jury
- Peter Swartling (ordförande)
- Kishti Tomita
- Daniel Breitholtz
- Claes af Geijerstam

## Utröstningsschema
Följande tabell är helt eller delvis översatt från Engelska Wikipedia.
| Stadium: | Stadium:           | Kvalveckan | Kvalveckan | Kvalveckan | Kvalveckan | Kvalveckan | Veckofinalerna | Veckofinalerna | Veckofinalerna | Veckofinalerna | Veckofinalerna | Veckofinalerna | Veckofinalerna | Veckofinalerna | Veckofinalerna | Veckofinalerna |  |  |  |  |  |  |
| Datum:   | Datum:             | 18/9       | 19/9       | 20/9       | 21/9       | 22/9       | 29/9           | 6/10           | 13/10          | 20/10          | 27/10          | 3/11           | 10/11          | 17/11          | 24/11          | 1/12           |  |  |  |  |  |  |
| Plats    | Tävlande           | Resultat   | Resultat   | Resultat   | Resultat   | Resultat   | Resultat       | Resultat       | Resultat       | Resultat       | Resultat       | Resultat       | Resultat       | Resultat       | Resultat       | Resultat       |  |  |  |  |  |  |
| 1        | Markus Fagervall   |            | 1:a        |            |            |            |                |                |                |                |                |                |                |                |                | Vinnare        |  |  |  |  |  |  |
| 2        | Erik Segerstedt    |            |            |            | Utröst.    | 2:a        | 3:a            |                |                |                |                |                | 2:a            |                |                | Finalist       |  |  |  |  |  |  |
| 3        | Johan Larsson      |            |            |            | 1:a        |            |                |                | 3:a            | 3:a            | 3:a            |                |                |                | Utröst.        |                |  |  |  |  |  |  |
| 4        | Felicia Brandström |            |            | 2:a        |            |            |                |                |                |                |                |                |                | Utröst.        |                |                |  |  |  |  |  |  |
| 5        | Cissi Ramsby       |            |            | Utröst.    |            | 1:a        |                |                |                | 2:a            | 2:a            | 2:a            | Utröst.        |                |                |                |  |  |  |  |  |  |
| 6        | Danny Saucedo      |            | 2:a        |            |            |            |                |                |                |                |                | Utröst.        |                |                |                |                |  |  |  |  |  |  |
| 7        | Linda Seppänen     | 1:a        |            |            |            |            |                |                | 2:a            |                | Utröst.        |                |                |                |                |                |  |  |  |  |  |  |
| 8        | Jonas Snäckmark    |            |            |            | 2:a        |            |                | 2:a            |                | Utröst.        |                |                |                |                |                |                |  |  |  |  |  |  |
| 9        | Jessica Myrberg    | 2:a        |            |            |            |            | 2:a            | 3:a            | Utröst.        |                |                |                |                |                |                |                |  |  |  |  |  |  |
| 10       | Natalie Kadric     |            |            | Utröst.    |            | JC         |                | Utröst.        |                |                |                |                |                |                |                |                |  |  |  |  |  |  |
| 11       | Sara Burnett       |            |            | 1:a        |            |            | Utröst.        |                |                |                |                |                |                |                |                |                |  |  |  |  |  |  |
| Kval     | Patrizia Helander  |            |            | Utröst.    |            | Utröst.    |                |                |                |                |                |                |                |                |                |                |  |  |  |  |  |  |
| Kval     | John-A. Eriksson   |            | Utröst.    |            |            | Utröst.    |                |                |                |                |                |                |                |                |                |                |  |  |  |  |  |  |
| Kval     | Emma Fällman       | Utröst.    |            |            |            | Utröst.    |                |                |                |                |                |                |                |                |                |                |  |  |  |  |  |  |
| Kval     | Noel Filipinas     |            |            |            | Utröst.    |            |                |                |                |                |                |                |                |                |                |                |  |  |  |  |  |  |
| Kval     | Robert Hanna       |            |            |            | Utröst.    |            |                |                |                |                |                |                |                |                |                |                |  |  |  |  |  |  |
| Kval     | David Fjällborg    |            | Utröst.    |            |            |            |                |                |                |                |                |                |                |                |                |                |  |  |  |  |  |  |
| Kval     | Dennis Lindberg    |            | Utröst.    |            |            |            |                |                |                |                |                |                |                |                |                |                |  |  |  |  |  |  |
| Kval     | Cosima Lamberth    | Utröst.    |            |            |            |            |                |                |                |                |                |                |                |                |                |                |  |  |  |  |  |  |
| Kval     | Lisa Mårtensson    | Utröst.    |            |            |            |            |                |                |                |                |                |                |                |                |                |                |  |  |  |  |  |  |

| Kvinnor | Män | Top 11 | Top 20 | Utröstade | Säker/går vidare | Röstningsplacering | Wildcardplacering | Framträdde ej |

## Kuriosa
- En av de 11 finalisterna, Johan Larsson, sökte år 2005 men åkte då ut i kvalet.
- Precis som tidigare år, släpptes det här året en samlingsskiva, Det bästa från Idol 2006.
- Deltagaren Ville Niskanen gick inte vidare från slutaudition, men fick ändå släppa singeln Hit Me Like That.

## Top 20 till kvalveckan
- Cissi Ramsby
- Cosima Lamberth
- Danny Saucedo
- David Fjällborg
- Dennis Lindberg
- Emma Fällman
- Erik Segerstedt
- Felicia Brandström
- Jessica Myrberg
- Johan Larsson
- John-Alexander Eriksson
- Jonas Snäckmark
- Linda Seppänen
- Lisa Mårtensson
- Markus Fagervall
- Natalie Kadric
- Noel Filipinas
- Patrizia Helander
- Robert Hanna
- Sara Burnett

## Kvalveckan
20 deltagare återstod efter slutaudition i Stockholm. Dessa blev indelade i två kill- och tjejgrupper. När kvalveckan var slut blev totalt 11 artister kvalificerade till veckofinalerna, där de tävlade om titeln "Idol 2006".

### Kvalprogram 1
1. Cosima Lamberth, 17 år från Malmö - Against All Odds (Phil Collins)
2. Emma Fällman, 20 år från Lund - (You Make Me Feel Like) A Natural Woman (Aretha Franklin)
3. Jessica Myrberg, 22 år från Göteborg - Total Eclipse Of The Heart (Bonnie Tyler)
4. Lisa Mårtensson, 25 år från Göteborg - One Moment In Time (Whitney Houston)
5. Linda Seppänen, 21 år från Tungelsta - You Oughta Know (Alanis Morissette)

### Kvalprogram 2
1. Markus Fagervall, 24 år från Övertorneå - Iris (Goo Goo Dolls)
2. John-Alexander Eriksson, 18 år från Jönköping - I Believe I Can Fly (R. Kelly)
3. David Fjällborg, 17 år från Stockholm - Fields Of Gold (Eva Cassidy)
4. Danny Saucedo, 20 år från Stockholm - What's Left Of Me (Nick Lachey)
5. Dennis Lindberg, 21 år från Huddinge - Now And Forever (Richard Marx)

### Kvalprogram 3
1. Cissi Ramsby, 20 år från Järvsö - Not Ready To Make Nice (Dixie Chicks)
2. Felicia Brandström, 19 år från Floda - The Voice Within (Christina Aguilera)
3. Natalie Kadric, 21 år från Bålsta - I Can't Make You Love Me (Bonnie Raitt)
4. Sara Burnett, 19 år från Karlstad - Forever Young (Alphaville)
5. Patrizia Helander, 19 år från Uppsala - Stand By Me (Ben E. King)

### Kvalprogram 4
Anders Rydström var från början tänkt att tävla i den här semifinalen men han hoppade oväntat av tävlingen med personliga skäl. Förstereserven Erik Segerstedt tog då hans plats.
1. Erik Segerstedt, 23 år från Uddevalla - Heaven (Bryan Adams)
2. Johan Larsson, 18 år från Vänersborg - Hero (Enrique Iglesias)
3. Jonas Snäckmark, 20 år från Halmstad - One (U2)
4. Noel Filipinas, 18 år från Edsvära - My Immortal (Evanescence)
5. Robert Hanna, 21 år från Jakobsberg - Yesterday (The Beatles)

### Kvalfinalen
Till kvalveckans finalkväll fick juryn välja sex artister som inte hade kvalificerat sig till via tittarnas röster till veckofinalerna. Efter juryns val fick tittarna rösta fram de två återstående till veckofinalerna, och efter programmet valde juryn sitt wildcard.
1. Natalie Kadric - What's In It For Me (Faith Hill) - (wildcard)
2. John-Alexander Eriksson - Ordinary People (John Legend)
3. Cissi Ramsby - Two Beds And A Coffee Machine (Savage Garden)
4. Patrizia Helander - How Come You Don't Call Me (Alicia Keys)
5. Erik Segerstedt - Home (Michael Bublé)
6. Emma Fällman - Vanishing (Mariah Carey)

## Veckofinalerna 2006

### Vecka 1: Min Idol
Sändes den 29 september 2006.
1. Sara Burnett - Driving One of Your Cars (Lisa Miskovsky)
2. Erik Segerstedt - Something Beautiful (Robbie Williams)
3. Jessica Myrberg - I Love Rock'N'Roll (Joan Jett)
4. Johan Larsson - Real to Me (Brian McFadden)
5. Danny Saucedo - Blame It on the Boogie (The Jackson Five)
6. Cissi Ramsby - Who Knew (Pink)
7. Markus Fagervall - Fly Away (Lenny Kravitz)
8. Felicia Brandström - Put Your Records On (Corinne Bailey Rae)
9. Jonas "Snäckan" Snäckmark - Higher (Creed)
10. Linda Seppänen - Sunday Morning (No Doubt)
11. Natalie Kadric - Ain't No Other Man (Christina Aguilera)

#### Utröstningen
Listar veckovis de 3 deltagare som erhöll minst antal tittarröster. 
| Datum        | Lägst antal tittarröster | Lägst antal tittarröster | Lägst antal tittarröster |
| 29 september | Sara Burnett             | Jessica Myrberg          | Erik Segerstedt          |

### Vecka 2: Svenska Hits
Sändes den 6 oktober 2006.
1. Jonas "Snäckan" Snäckmark - Vi har bara varandra (Thomas Di Leva)
2. Felicia Brandström - Hos dig är jag underbar (Patrik Isaksson)
3. Danny Saucedo - Öppna din dörr (Tommy Nilsson)
4. Jessica Myrberg - Die Mauer (Ebba Grön)
5. Natalie Kadric - Långsamt farväl (Lisa Nilsson)
6. Linda Seppänen - Under ytan (Uno Svenningsson)
7. Erik Segerstedt - Känn ingen sorg för mig Göteborg (Håkan Hellström)
8. Cissi Ramsby - Efter stormen (Marie Fredriksson)
9. Johan Larsson - Du får göra som du vill (Patrik Isaksson)
10. Markus Fagervall - Balladen om herr Fredrik Åkare och den söta fröken Cecilia Lind (Cornelis Vreeswijk)

#### Utröstningen
| Datum     | Lägst antal tittarröster | Lägst antal tittarröster  | Lägst antal tittarröster |
| 6 oktober | Natalie Kadric           | Jonas "Snäckan" Snäckmark | Jessica Myrberg          |

### Vecka 3: Millenium Hits
Sändes den 13 oktober 2006.
1. Jessica Myrberg - Living in America (The Sounds)
2. Johan Larsson - Wherever You will go (The Calling)
3. Felicia Brandström - Pieces of Me (Ashlee Simpson)
4. Markus Fagervall - She Will be Loved (Maroon 5)
5. Linda Seppänen - Be Mine (Robyn)
6. Danny Saucedo - So Sick (Ne-Yo)
7. Cissi Ramsby - Paid My Dues (Anastacia)
8. Jonas "Snäckan" Snäckmark - Here without You (3 Doors Down)
9. Erik Segerstedt - I Don't Want to be (Gavin Degraw)

#### Utröstningen
| Datum      | Lägst antal tittarröster | Lägst antal tittarröster | Lägst antal tittarröster |
| 13 oktober | Jessica Myrberg          | Linda Seppänen           | Johan Larsson            |

### Vecka 4: Rock
Sändes den 20 oktober 2006. Från och med denna vecka hade man ett liveband istället för förinspelad musik.
1. Markus Fagervall - Are you gonna go My Way (Lenny Kravitz)
2. Cissi Ramsby - Nobody's Wife (Anouk)
3. Jonas "Snäckan" Snäckmark - Alive (Pearl Jam)
4. Erik Segerstedt - I Still Haven't Found What I'm Looking For (U2)
5. Johan Larsson - Monkey Wrench (Foo Fighters)
6. Felicia Brandström - Jerk it out (Caesars)
7. Danny Saucedo - Sweet Child o' Mine (Guns N' Roses)
8. Linda Seppänen - Holiday (Green Day)

Detta var första veckofinalen med livebandet Duo jag (), innan dess hade artisterna uppträtt playback.

#### Utröstningen
| Datum      | Lägst antal tittarröster  | Lägst antal tittarröster | Lägst antal tittarröster |
| 20 oktober | Jonas "Snäckan" Snäckmark | Cissi Ramsby             | Johan Larsson            |

### Vecka 5: Idolfavoriter
Sändes den 27 oktober 2006.
1. Johan Larsson - If I Let You Go (Westlife)
2. Felicia Brandström - A Woman's Worth (Alicia Keys)
3. Linda Seppänen - Heroes (David Bowie)
4. Cissi Ramsby - Bitch (Meredith Brooks)
5. Markus Fagervall - Pride (In The Name Of Love) (U2)
6. Erik Segerstedt - Against All Odds (Phil Collins)
7. Danny Saucedo - Lately (Stevie Wonder)

Pojkbandet Westlife gjorde ett gästframträdande och sjöng The Rose.

#### Utröstningen
| Datum      | Lägst antal tittarröster | Lägst antal tittarröster | Lägst antal tittarröster |
| 27 oktober | Linda Seppänen           | Cissi Ramsby             | Johan Larsson            |

### Vecka 6: Akustiskt
Sändes den 3 november 2006.
1. Felicia Brandström - What Can I Do (The Corrs)
2. Erik Segerstedt - Knockin' On Heaven's Door (Bob Dylan)
3. Danny Saucedo - End Of The Road (Boyz II Men)
4. Markus Fagervall - Don't Look Back In Anger (Oasis)
5. Cissi Ramsby - It Must Have Been Love (Roxette)
6. Johan Larsson - To Be With You (Mr. Big)

Erik och Markus ackompanjerade sig själva på flygel respektive gitarr.

#### Utröstningen
| Datum      | Lägst antal tittarröster | Lägst antal tittarröster | Lägst antal tittarröster |
| 3 november | Danny Saucedo            | Cissi Ramsby             |                          |

### Vecka 7: Motown
Sändes den 10 november 2006. Den sjunde veckan fick varje deltagare sjunga två låtar istället för bara en.
Omgång 1
1. Erik Segerstedt - I Wish (Stevie Wonder)
2. Cissi Ramsby - You Can't Hurry Love (The Supremes)
3. Markus Fagervall - What's Going On (Marvin Gaye)
4. Johan Larsson - Yester-me, Yester-you, Yesterday (Stevie Wonder)
5. Felicia Brandström - This Old Heart Of Mine (is weak for you) (The Isley Brothers)

Omgång 2
1. Erik Segerstedt - I Heard It Through The Grapevine (Marvin Gaye)
2. Cissi Ramsby - All Night Long (all night) (Lionel Richie)
3. Markus Fagervall - Ain't Too Proud To Beg (The Temptations)
4. Johan Larsson - Do You Love Me (The Contours)
5. Felicia Brandström - Never Can Say Good Bye (The Jackson 5)

#### Utröstningen
| Datum       | Lägst antal tittarröster | Lägst antal tittarröster | Lägst antal tittarröster |
| 10 november | Cissi Ramsby             | Erik Segerstedt          |                          |

### Vecka 8: Kärlek
Sändes den 17 november 2006.
Omgång 1
1. Markus Fagervall - The Lady In Red (Chris de Burgh)
2. Felicia Brandström - Kiss Me (Sixpence None the Richer)
3. Johan Larsson - Time After Time (Cyndi Lauper)
4. Erik Segerstedt - If I Used To Love You (Daniel Lemma)

Omgång 2
1. Markus Fagervall - Everybody Hurts (R.E.M.)
2. Felicia Brandström - I'm Sorry (Dilba)
3. Johan Larsson - Unfaithful (Rihanna)
4. Erik Segerstedt - Bed Of Roses (Bon Jovi)

#### Utröstningen
| Datum       | Lägst antal tittarröster | Lägst antal tittarröster | Lägst antal tittarröster |
| 17 november | Felicia Brandström       |                          |                          |

### Vecka 9: Juryns val
Sändes den 24 november 2006. I denna veckofinal avgjordes det vilka två som skulle få tävla i finalen veckan därpå.
Omgång 1
1. Johan Larsson - In The Shadows (The Rasmus)
2. Erik Segerstedt - Right Here Waiting (Richard Marx)
3. Markus Fagervall - Come Undone (Robbie Williams)

Omgång 2
1. Johan Larsson - Beautiful (Christina Aguilera)
2. Erik Segerstedt - Crazy (Gnarls Barkley)
3. Markus Fagervall - Bridge Over Troubled Water (Simon and Garfunkel)

Kuriosa: Artisten Mark In Da Park, som sökte till Idol men inte gick vidare till slutaudition, fick framträda live på scenen som pausunderhållning. Under sitt sångnummer visades bilder från TV-serien Tre Kronor, där man fick se programledarna Sanna och Mogge som unga i en kärlekscen. Det blev, enligt Aftonbladets krönikör, denna kvälls bästa höjdpunkt[källa behövs].

#### Utröstningen
| Datum       | Lägst antal tittarröster | Lägst antal tittarröster | Lägst antal tittarröster |
| 24 november | Johan Larsson            |                          |                          |

### Vecka 10: Final
Finalen sändes från Idol-studion i Stockholm den 1 december 2006. I finalen fick finalisterna Erik Segerstedt och Markus Fagervall framföra tre låtar vardera; ett eget val, ett som tittarna valt och slutligen vinnarlåten. Efter att de båda framfört samtliga tre låtar gästades programmet av de två tidigare årens vinnare och tvåor samt de utslagna finaldeltagarna från denna säsong. Vinnaren utsågs av tittarna - genom telefon- och SMS-röstning. Idol har sedan starten använt sig av två betalningssätt för att debetera tittarna: ringa ett betalnummer eller skicka ett SMS innehållandes förnamnet på den deltagare som man som tittare vill ska vinna. 
Omgång 1 (eget val)
1. Erik Segerstedt - The Show Must Go On (Queen)
2. Markus Fagervall - Fix You (Coldplay)

Omgång 2 (tittarnas val)
1. Erik Segerstedt - Bed Of Roses (Bon Jovi, framfördes vecka 46)
2. Markus Fagervall - Pride (In The Name Of Love (U2, framfördes vecka 43))

Omgång 3 (vinnarlåten)
1. Erik Segerstedt - Everything Changes (Jörgen Elofsson)
2. Markus Fagervall - Everything Changes (Jörgen Elofsson)

Gästartister:
- Daniel Lindström (sjöng Beslut)
- Darin Zanyar (sjöng Homeless)
- Sebastian Karlsson (sjöng Words & Violence)
- Agnes Carlsson (sjöng Champion)
- Sara, Natalie, Jessica, Snäckan, Linda, Danny, Cissi, Felicia & Johan (sjöng The Final Countdown)

Vid finalens slut förklarade Mogge Sseruwagi och Sanna Bråding att Idol återvänder 2007.